# 萨姆·奥戴
萨姆·奥戴（英語：Sam O'Dea，1990年11月24日—），新西兰男子沙滩排球运动员。他曾代表新西兰参加2018年和2022年英联邦运动会沙滩排球比赛，其中2018年英联邦运动会获得一枚铜牌。

## 家庭
弟弟本·奥戴。